# Lorena Velázquez
Lorena Velázquez  (Mexikóváros, 1937. december 15. – 2024. április 11.) mexikói színésznő.

## Élete és pályafutása
María de la Concepción Lorena Villar Dondé néven született. Testvére, Teresa Velázquez szintén színésznő. Karrierjét 1955-ben kezdte. 1958-ban második helyezett lett a Miss Mexikó szépségversenyen. Rengeteg filmben szerepelt. 1998-ban Rebeca szerepét játszotta a Titkok és szerelmek című telenovellában. 2004-ben szerepet kapott a Rubí, az elbűvölő szörnyetegben. 2011-ben szerepet kapott a Kettős élet című sorozatban.

## Filmográfia

### Film
- Cartas a Elena (2011)
- Se les peló Baltazar (2006)
- Lorena (2006)
- La hacienda del terror (2005)
- El hijo de la tiznada (2001)
- Boda fatal (2001)
- V.I.H.: El muro del silencio (2000)
- Asesina (1999)
- El señor de los cielos II (1998)
- El señor de los cielos III (1998)
- Reclusorio (1997).... Reyna de la Garza
- La Chilindrina en apuros (1994).... Doña Aldonza
- Pánico en el paraíso (1994)
- Apuesta contra la muerte (1989)
- Fiebre de amor (1985)
- El padre trampitas (1984)
- Escuela de placer (1984)
- Las modelos de desnudos (1983)
- Las momias de San Ángel (1975)
- Cinco mil dolares de recompensa (1974).... Virginia
- Mi amorcito de Suecia (1974).... Linda
- Leyendas macabras de la colonia (1974)
- Los hombres no lloran (1973).... Carmen Garza
- Masajista de señoras (1973)
- Misión suicida (1973).... Ana Silva
- La inocente (1972)
- Caín, Abel y el otro (1971)
- Los desalmados (1971)
- Ya somos hombres (1971)
- El tesoro de Morgan (1971).... Dalia
- Fray Don Juan (1970)
- Estafa de amor (1970)
- Las infieles (1969)
- El campeón de la muerte (1969)
- Atacan las brujas (1968).... Elisa Cardenas/Mayra
- Las hijas de Elena (1967)
- Loco por ellas (1966)
- Tierra de violencia (1966)
- El tragabalas (1966)
- El planeta de las mujeres invasoras (1966).... Adastrea; Alburnia
- Adorada enemiga (1965)
- Tintansón Cruzoe (1965)
- El hacha diabólica (1965).... Isabel de Arango
- Los tres calaveras (1965)
- Las lobas del ring (1965).... Loreta Venus
- Diablos en el cielo (1965)
- El último cartucho (1965).... Amparo
- Las luchadoras contra la momia (1964).... Gloria Venus
- La edad de piedra (1964).... Uga
- Un padre a todo máquina (1964)
- Un gallo con espolones (Operación ñongos) (1964)
- El escándalo (1964)
- Vuelve el Norteño (1964)
- Las bravuconas (1963)
- Entre bala y bala (1963)
- Las luchadoras contra el médico asesino (1963).... Gloria Venus
- ¡En peligro de muerte! (1962)
- Santo vs. las mujeres vampiro (1962).... Thorina, reina de los vampiros
- Si yo fuera millonario (1962)
- Quiero morir en carnaval (1962)
- El rapto de las sabinas (1962).... Hersilia
- Santo contra los zombies (1962).... Gloria Sandoval/Gloria Rutherford
- Pecado (1962)
- Pilotos de la muerte (1962)
- El malvado Carabel (1962)
- Martín Santos, el llanero (1962)
- Jóvenes y rebeldes (1961)
- Ay Chabela...! (1961)
- Ellas también son rebeldes (1961).... Irene Barreto
- ¡Yo sabia demasiado! (1960)
- Ladrón que roba a ladrón (1960)
- Dos criados malcriados (1960)
- Tin Tan y las modelos (1960)
- Dormitorio para señoritas (1960)
- A tiro limpio (1960).... Margarita
- La nave de los monstruos (1960).... Beta
- Los tigres del desierto (1960).... Yvonne
- Una señora movida (1959).... Mercedes
- La ley del más rápido (1959).... Margarita
- El puma (1959).... Margarita
- La vida de Agustín Lara (1959).... María Islas
- La ciudad sagrada (1959)
- Los milagros de San Martín de Porres (1959)
- La odalisca No. 13 (1958)
- La cama de piedra (1958)
- Un mundo nuevo (1957)
- Los tres bohemios (1957)
- La Diana cazadora (1957)
- Mi influyente mujer (1957)
- Bataclán mexicano (1956)
- Caras nuevas (1956)
- ¡Viva la juventud! (1956)

### Telenovellák
- Amores con trampa (2015).... Corina Bocelli
- Qué pobres tan ricos (2013-2014).... Isabel "Chabelita" Laskurain
- Mentir para vivir (2013).... Sra. Carmona
- Kettős élet (Dos hogares) (2011).... Carmela Correa
- Niña de mi corazón (2010).... Mercedes Riquelme
- Alma de hierro (2009).... Victoria
- Muchachitas como tú (2007).... Teresa Linares
- Rubí, az elbűvölő szörnyeteg (Rubí) (2004).... Mary Chavarría Gonzáles
- Velo de novia (2003).... Adela Isabela
- Szeretők és riválisok (Amigas y rivales) (2001).... Itzel de la Colina
- Villa Acapulco (La clasa en la playa) (2000).... Elena White
- Titkok és szerelmek (El privilegio de amar) (1998-1999).... Rebeca de la Colina
- Mi pequeña traviesa (1997-1998).... Catalina
- Morir para vivir (1989).... Etelvina
- Dulce desafío (1988-1989).... Aida
- El enemigo (1979)
- Ardiente secreto (1978)
- El manantial del milagro (1974)
- El diario de una señorita decente (1969)
- Estafa de amor (1967).... Mayte
- Cumbres borrascosas (1964).... Cathy